# Майднер, Людвиг
Людвиг Майднер (нем. Ludwig Meidner; 18 апреля 1884, Берутув, Силезия — 14 мая 1966, Дармштадт) — немецкий художник и писатель, представитель экспрессионистского направления в искусстве.

## Биография
- 1901—1902 — учёба на каменщика[6].
- 1903—1905 — обучение в императорской школе искусств в Бреслау (ныне Вроцлав). По окончании переезжает в Берлин[6].
- 1906—1907 — учится в Академии Жюлиана и в Академии Кормон в Париже, дружба с Модильяни[6].
- 1911 — сотрудник журнала Die Aktion[6].
- 1912 — основывает совместно с Янтур и с Штайнхардом художественную группу «Патетики»[6].
- 1914 — член берлинской группы «Свободный сецессион»[6].
- 1916—1918 — на фронте[6].
- 1918—1921 — член «Рабочего совета для искусства» и «Ноябрьской группы»[6].
- 1924—1925 — преподаёт в Студии-ателье живописи и пластики в Берлине[6].
- 1935 — переезжает в Кёльн[6][7].
- 1937 — объявлен нацистами принадлежащим к «дегенеративному искусству», 84 его картины удалены из немецких музеев и конфискованы[6][8].
- 1939 — эмигрирует в Англию[6][7].
- 1940—1941 — интернирован на острове Мэн[6].
- 1952 — возвращается в Германию[6].

Художественное наследие Майднера теперь является частью коллекции «Еврейского музея» во Франкфурте.

## Избранные поэтические сочинения
- На затылке звёздного моря (Лейпциг, 1917)
- Крик сентября. Гимны, моления, оскорбления (Берлин, 1920)
- Автобиографическая болтовня (Лейпциг, 1923)
- Прогулка в тишине (Берлин, 1929)